# Michael Good

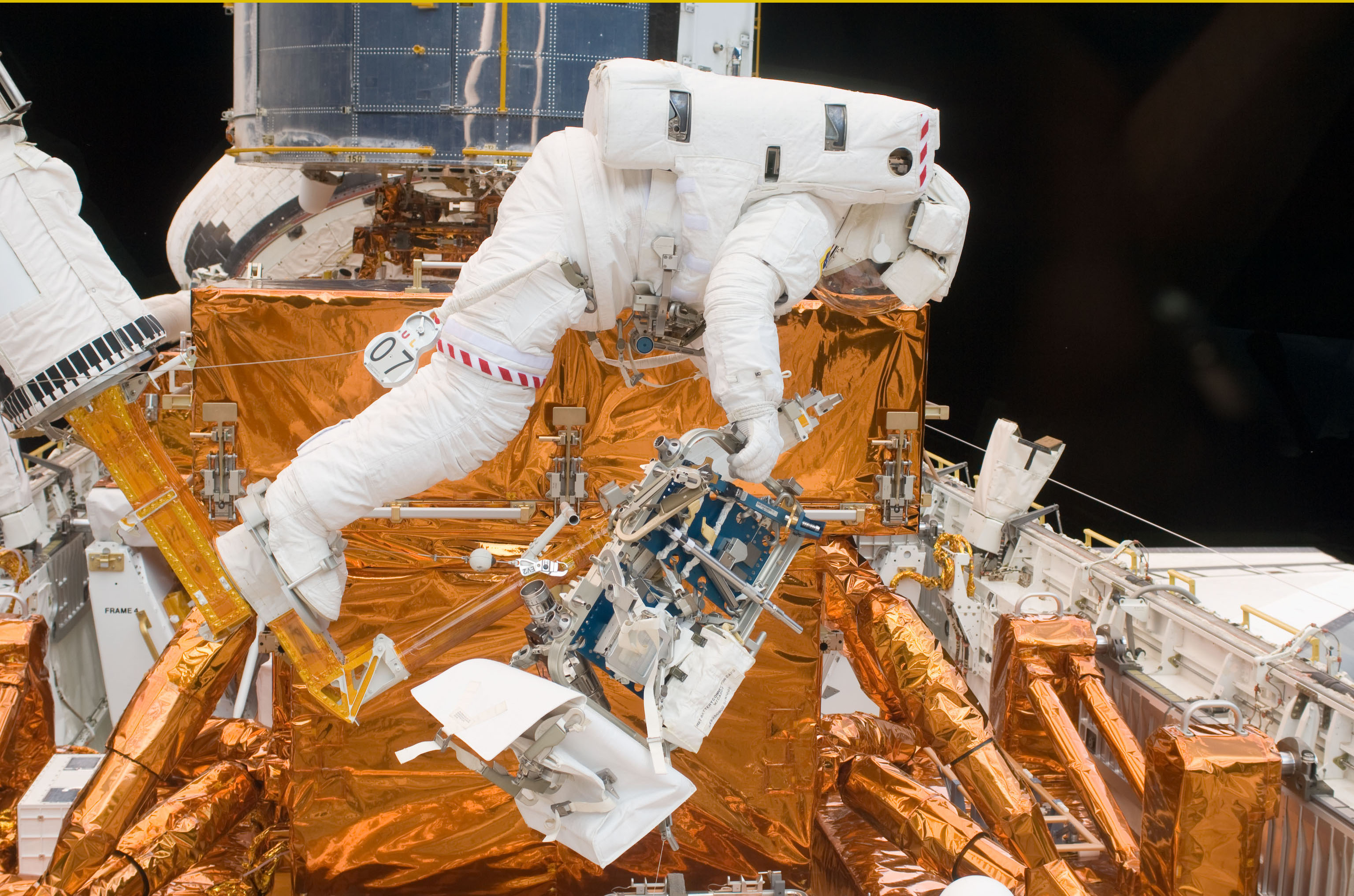
Misja STS-125 – Michael Good podczas naprawy teleskopu Hubble'a w otwartej przestrzeni kosmicznej

Michael Timothy Good (ur. 13 października 1962 w Parmie w stanie Ohio) – amerykański astronauta, pilot wojskowy, inżynier, pułkownik United States Air Force.

## Wykształcenie i służba wojskowa
- 1980 – ukończył szkołę średnią (Brecksville High School) w Broadview Heights w Ohio.
- 1984 – został absolwentem University of Notre Dame i uzyskał licencjat w dziedzinie inżynierii lotniczej. Następnie rozpoczął służbę wojskową w stopniu podporucznika.
- 1986–1993 – po uzyskaniu magisterium (na tej samej uczelni i tej samej specjalności) został skierowany do Centrum Taktyki Walki Powietrznej (Tactical Air Warfare Center) w bazie lotniczej Eglin na Florydzie. Brał tam udział w badaniach nad pociskami samosterującymi dalekiego zasięgu. Później, w styczniu 1989 zdobył kwalifikacje pilota myśliwskiego w kalifornijskiej bazie lotniczej Macher. Następnie przeszedł szkolenie uzupełniające dla pilotów myśliwskich oraz w zakresie pilotażu samolotu F-111 w bazach Holloman w Nowym Meksyku i Mt. Home w Idaho. Był również instruktorem ds. uzbrojenia F-111 w 20 skrzydle myśliwskim (20th Fighter Wing) w bazie Upper Heyford w Wielkiej Brytanii.
- 1994 – ukończył Szkołę Pilotów Doświadczalnych Sił Powietrznych (US Air Force Test Pilot School) w kalifornijskiej bazie Edwards, po czym został przydzielony do stacjonującej tam 420 eskadry doświadczalnej. Podczas służby w tej jednostce brał udział w lotach doświadczalnych niewidzialnego dla radarów bombowca B-2.
- 1997 – został przeniesiony do bazy Maxwell w Alabamie. Tam rozpoczął naukę w Kolegium Dowodzenia Siłami Powietrznymi i Sztabu (Air Command and Staff College). Po jego ukończeniu trafił do 46 eskadry wsparcia operacyjnego (46th Operations Support Squadron) w bazie Eglin. Służył w niej do czasu przyjęcia do NASA. Pełnił tam m.in. funkcję oficera ds. testów uzbrojenia samolotu F-15.

Jako pilot wylatał ponad 2100 godzin na 30. typach samolotów.

## Praca w NASA i kariera astronauty
- 2000 – 26 lipca został przyjęty do korpusu astronautów NASA (NASA-18(inne języki)) jako kandydat na specjalistę misji. W sierpniu przystąpił do specjalistycznego szkolenia, w trakcie którego poznał budowę wahadłowców i Międzynarodowej Stacji Kosmicznej. Przeszedł także kurs przetrwania w warunkach ekstremalnych.
- 2002 – zakończył szkolenie podstawowe i został skierowany do Biura Astronautów NASA, gdzie pracował w wydziale zajmującym się rozwojem statków kosmicznych (Advanced Vehicles Branch) oraz wydziale wahadłowców (Space Shuttle Branch).
- 31 października 2006 – został specjalistą misji w załodze STS-125.
- 11–24 maja 2009 – uczestniczył w wyprawie STS-125, wyniesionej na orbitę okołoziemską przez wahadłowiec Atlantis. Jednym z celów misji był remont teleskopu Hubble’a.
- 14–26 maja 2010 – odbył swoją drugą wyprawę kosmiczną. Ponownie był członkiem załogi promu Atlantis, która realizowała zadania kolejnej misji – STS-132.

## Odznaczenia i nagrody
- Legia Zasługi
- Meritorious Service Medal – czterokrotnie
- Aerial Achievement Medal – dwukrotnie
- Air Force Commendation Medal
- Air Force Achievement Medal
- Combat Readiness Medal
- Universal Astronaut Insignia za lot orbitalny (nr 492) – Stowarzyszenie Uczestników Lotów Kosmicznych (Association of Space Explorers(inne języki))[1]

## Wykaz lotów
| Loty kosmiczne, w których uczestniczył Michael T. Good                 | Loty kosmiczne, w których uczestniczył Michael T. Good | Loty kosmiczne, w których uczestniczył Michael T. Good | Loty kosmiczne, w których uczestniczył Michael T. Good | Loty kosmiczne, w których uczestniczył Michael T. Good | Loty kosmiczne, w których uczestniczył Michael T. Good | Loty kosmiczne, w których uczestniczył Michael T. Good |
| Nr                                                                     | Data startu                                            | Data lądowania                                         | Statek kosmiczny                                       | Funkcja                                                | Czas trwania                                           |                                                        |
| ---------------------------------------------------------------------- | ------------------------------------------------------ | ------------------------------------------------------ | ------------------------------------------------------ | ------------------------------------------------------ | ------------------------------------------------------ | ------------------------------------------------------ |
| 1                                                                      | 11 maja 2009                                           | 24 maja 2009                                           | STS-125 Atlantis F-30                                  | Specjalista misji                                      | 12 dni 21 godzin 37 minut i 08 sekund                  |                                                        |
| 2                                                                      | 14 maja 2010                                           | 26 maja 2010                                           | STS-132 Atlantis F-32                                  | Specjalista misji                                      | 11 dni 18 godzin 28 minut i 2 sekundy                  |                                                        |
| Łączny czas spędzony w kosmosie — 24 dni 16 godzin 5 minut i 10 sekund |                                                        |                                                        |                                                        |                                                        |                                                        |                                                        |